# Chiesa di Sant'Angelo a Nilo
La chiesa di Sant'Angelo a Nilo, o anche cappella Brancaccio, è una chiesa monumentale di Napoli sita nel centro storico, in piazzetta Nilo.
La chiesa conserva al suo interno i sepolcri di diversi esponenti della famiglia Brancaccio, tra cui una delle opere di maggior prestigio della città, il monumentale sepolcro del cardinale Rainaldo Brancaccio, scolpito da Donatello e Michelozzo.

## Storia
La chiesa è ubicata nel cuore della Napoli greco-romana, nella piazzetta dedicata al dio Nilo al cui culto erano votati i mercanti egiziani. Il cardinale Rainaldo Brancaccio fece erigere nel 1385 una prima cappella di famiglia, dedicata ai Santi Angelo e Marco, nelle immediate adiacenze del palazzo nobiliare di loro proprietà.
Il rifacimento che diede all'edificio l'attuale aspetto è del 1709, per opera di Arcangelo Guglielmelli, mentre l'unico elemento che risale all'antica costruzione gotico-catalana è il portale principale, su via Mezzocannone.

## Descrizione

### Esterno
L'ingresso principale alla cappella è su via Mezzocannone, dotato di un architrave con figure in mezzorilievo di angeli e santi con l'affresco nella lunetta soprastante che raffigura la Vergine e i Santi Michele e Baculo che presentano il cardinale Brancaccio, opera di Nicolantonio del Fiore databile al secolo XV che per via delle scarse condizioni di conservazione in cui ha versato, fu per un periodo staccato e conservato in sacrestia, per poi esser ripristinato nella sua ubicazione originale. Alla stessa datazione risale inoltre il portone ligneo con sei figure intagliate in altrettanti riquadri (tre per lato) di San Pietro, San Lorenzo, Sant'Antonio da Padova, San Paolo, San Giovanni Evangelista e San Domenico.
Il portale laterale presente sull'altro ingresso, che affaccia sul versante sud-est rispetto a piazza San Domenico Maggiore, anch'esso databile intorno alla seconda metà del XV secolo, presentava invece nella lunetta una raffigurazione scultorea di San Michele, poi trasferita all'interno della chiesa. Sulla cornice marmorea sono invece posti in mezzorilievo le figure dell'Arcangelo Gabriele, di San Giovanni Battista, di San Giovanni della Croce, di Madonna Annunziata, di San Michele e di Sant'Agnese. Ai lati del portale, in due nicchie, sono infine collocate le sculture di Bartolomeo Granucci raffiguranti due sante appartenenti alla famiglia Brancaccio: Santa Candida Iuniore, le cui reliquie sono in cappella e ritenuta erroneamente santa, e Santa Candida Seniore.

### Interno

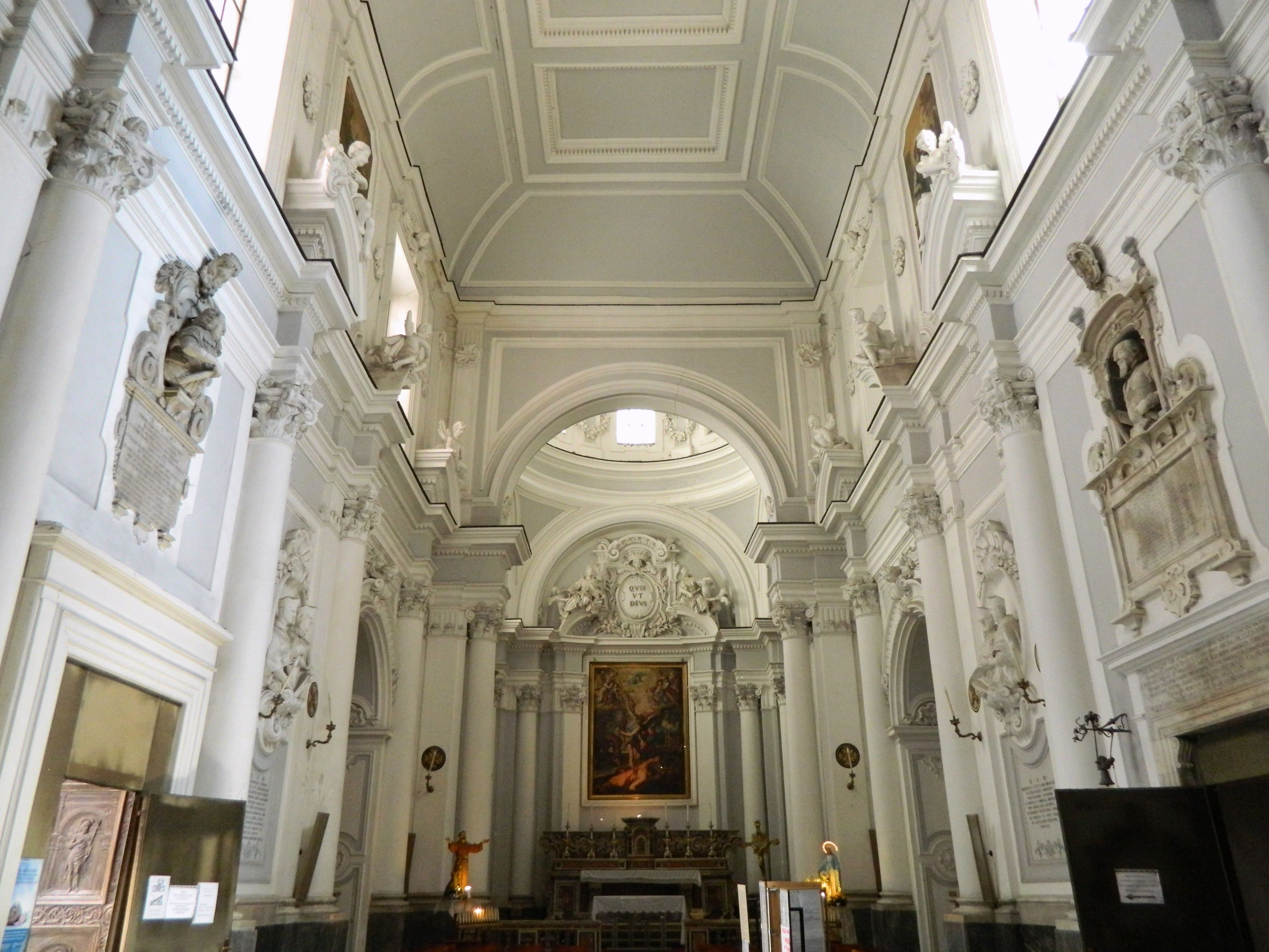
Interno

La chiesa è a navata unica, di forma rettangolare, senza transetto e con due sole cappelle e una sacrestia, tutte sul lato destro.
L'interno presenta un arredo marmoreo sei-settecentesco e stucchi disegnati dal Guglielmelli che circoscrivono tele di Giovan Battista Lama, tra cui spicca quella dei Santi in adorazione del Volto Santo, e quattro busti sepolcrali sulle pareti laterali ritraenti i Cardinali Nicola, Pietronicola, Morinello e Marcello Brancaccio.
Sulla cantoria in controfacciata, racchiuso entro una cassa lignea riccamente intagliata e decorata, si trova l'organo a canne barocco, costruito nel XVIII secolo da un organaro ignoto e restaurato nel 1970 dalla ditta organaria padovana "La Ceciliana". Lo strumento, a trasmissione meccanica, ha un'unica tastiera di 45 note con prima ottava scavezza e pedaliera a leggio scavezza di 9 note priva di registri propri e costantemente unita al manuale.
Immediatamente sul lato destro della navata, invece, si apre la cappella di Santa Candida iuniore delimitata da una bella cancellata settecentesca di ottone e ferro battuto, dove sono conservate le reliquie della matrona Candida "la Giovane", risalenti al VI secolo, che è stata erroneamente venerata come santa sino agli ultimi decenni del Novecento. Nello stesso ambiente è la pala d'altare di Carlo Sellitto de la Visione di Santa Candida, mentre sulla parete destra invece è la tomba di metà ottocento di Luigi Stuart, terzo figlio di Carlos Miguel FitzJames Stuart, XIV duca d'Alba e duca di Berwick.

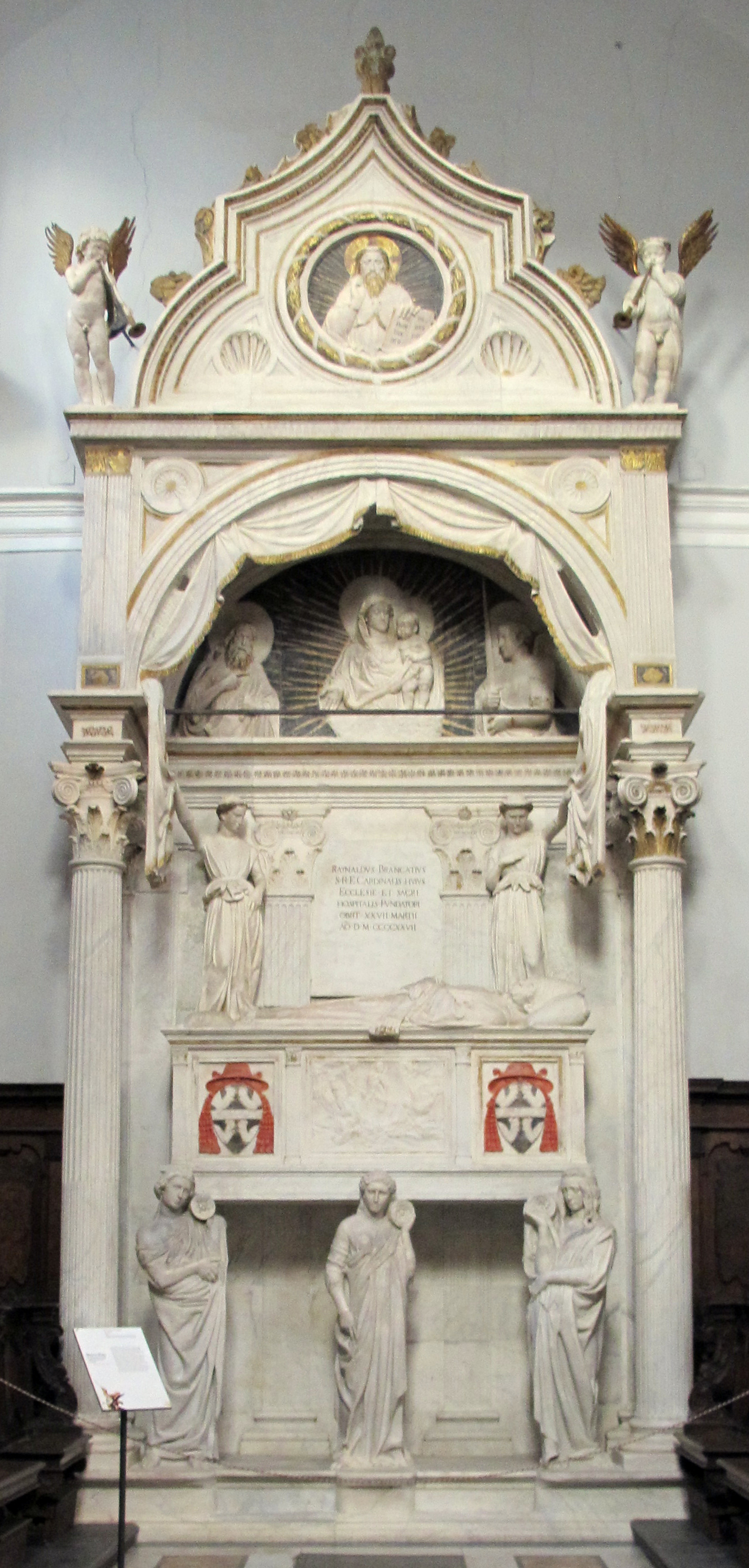
Il sepolcro di Rainaldo Brancaccio

La zona absidale della chiesa vede sull'altare maggiore la notevole tavola del San Michele Arcangelo, eseguita nel 1573 dal senese Marco dal Pino.
Alla destra dell'altare vi è la cappella che custodisce nella parete frontale il sepolcro del cardinale Rainaldo Brancaccio, una delle più importanti opere scultoree presenti a Napoli, da considerarsi una delle prime e maggiori testimonianze del passaggio dalle forme tardo-gotiche a quelle rinascimentali. Pur avendo un tradizionale impianto a baldacchino, di chiara reminiscenza tardo-gotica (il gusto artistico a Napoli risentiva profondamente dell'operato di Tino di Camaino), il monumento presenta sculture e rilievi di evidente modernità per l'epoca. L'opera, in un primo momento collocata lungo una delle pareti della chiesa originaria, fu eseguita a Pisa tra il 1426 e il 1428 da Donatello ed altri maestri toscani come Michelozzo e Pagno di Lapo Portigiani e inviata a Napoli per mare. La parete sinistra della stessa cappella vede invece il quattrocentesco sepolcro di Pietro Brancaccio, di Jacopo della Pila.
A sinistra dell'altare maggiore è infine il barocco sepolcro dei cardinali Francesco e Stefano Brancaccio, dei fratelli Pietro e Bartolomeo Ghetti. Il monumento, a forma piramidale, è caratterizzato dall'esecuzione di elementi simboleggianti i traguardi raggiunti dai cardinali sia in campo ecclesiastico, che letterario, che militare posti sopra la tomba, questa sorretta da leoni e rappresentante la base della "piramide". Accanto a questi elementi una Virtù è in atto di scrivere le lodi ai due personaggi, inscritte nel corpo della "piramide", circondata ai lati dalla Morte (a destra) e dalla Fama (a sinistra). Nel vertice alto è scolpito invece un medaglione raffigurante i volti dei cardinali (uno zio e l'altro nipote), mentre intorno all'intero monumento, su due pilastri che fungono da cornice ed alle cui basi sono scolpiti gli stemmi del casato Brancaccio, sono posizionati due busti ritraenti gli stessi cardinali Francesco e Stefano.
In sacrestia, anch'essa raggiungibile tramite una porta a destra della navata, è al maestro lombardo Giovan Tommaso Malvito che va l'attribuzione del tabernacolo in marmo posto sulla parete destra della sala, mentre le due tavole su San Michele e Sant'Andrea sono attribuite a Stefano Sparano. Dalla sacrestia si accede infine al cortile del palazzo Brancaccio, la cui facciata principale è su vico Donnaromita.